# 하나마치노미야
하나마치노미야(일본어: 花町宮 はなまちのみや[*])는 2개의 계통이 존재했던 궁가이다.
- 중세에 존재한 고니조 천황의 후예인 하나마치노미야
- 근세에 존재한 고미즈노오 천황의 후예로, 후에 아리스가와노미야가 된 하나마치노미야.

## 중세
가마쿠라 시대 말기부터 남북조 시대에 걸쳐 존재했던 세습친왕가이다. 고니조 천황의 2황자 쿠니미 친왕을 가조로 한다.
쿠니미 친왕은 병약했던 고다이고 천황의 황태자 쿠니요시 친왕 (사망 후, 자손이 키데라노미야가 되다)의 친동생으로, 쿠니요시 친왕의 사망 후에는 쿠니미 친왕이 스스로를 다이카쿠지통의 정통이라 주장하며, 가마쿠라 막부나 무로마치 막부에 태자로 세워달라 호소했으나, 막혔다. 
쿠니미 친왕 혹은 그의 아들 카네히토 왕의 대에서 단절되었다 (쿠니미 친왕은 덴주 원년 (1375년)에 사망했지만, 카네히토 왕의 사망 시기가 불분명하기 때문에, 어느 쪽이 먼저 사망했는지 확실하지 않다. 다만 카네히토 왕의 후손의 존재는 알려지지 않았다).

### 계보
고니조 천황 - 쿠니미 친왕 - 카네히토 왕

## 근세
에도 시대에 존재했던 세습친왕가이다. 타카마츠노미야 요시히토 친왕의 데릴사위로서 타카마츠노미야를 계승한 고미즈노오 천황의 8황자 하나마치노미야 나가히토 친왕이 호를 바꾸어서 성립되었다. 나가히토 친왕이 조오 3년 (1654년)의 친형 고코묘 천황의 급사로, 후계자로 지명된 사토히토 친왕 (훗날의 레이겐 천황, 고코묘 천황ㆍ나가히토 친왕의 동생)의 성인으로 성장하기까지의 조건으로 황위를 계승하게 되었다 (고사이 천황).
그 후, 간분 7년 (1667년), 고사이 천황의 2황자 유키히토 친왕을 계승자로, 하나마치노미야가 재흥되었으나, 5년 뒤인 간분 12년 (1672년)에 다시 아리스가와노미야로 개호하여, 후손들로 하여금 이어졌다.

### 계보
고미즈노오 천황 - 나가히토 친왕 (고사이 천황, 타카마츠노미야 요시히토 친왕을 계승) - 유키히토 친왕 - (아리스가와노미야)